# José Carlos de Figueiredo Ferraz
José Carlos de Figueiredo Ferraz (Campinas, 16 de septiembre de 1918 - São Paulo, 25 de junio de 1994) fue un ingeniero, profesor universitario y político brasileño. Ocupó la alcaldía de São Paulo entre 1971 y 1973.
Estudio en la Escuela Politécnica de la Universidad de São Paulo y fue profesor de las cátedras de "resistencia de materiales" y "estabilidad de construcciones" en la misma casa así como en la facultad de arquitectura y urbanismo, en el Instituto Militar y de Ingeniería de Guanabara, la Pontificia Universidad Católica de São Paulo y la Universidad Mackenzie. 